# آنا ماي هاتشيسون
آنا ماي هاتشيسون (بالإنجليزية: Anna May Hutchison)‏ هي لاعب كرة قاعدة أمريكية، ولدت في 1 مايو 1925 في لويفيل في الولايات المتحدة، وتوفيت في 29 يناير 1998 في راسين في الولايات المتحدة بسبب سرطان.